# Gamla fördraget
Gamla fördraget (isländska: Gamli sáttmáli) var ett avtal som slöts mellan Norge och Island. Det utarbetades under åren 1262-1264 av de isländska hövdingarna, samt Norges kung Håkon Håkonsson samt hans son Magnus Lagaböter. Det förnyades 1302 under kung Håkon Magnusson, ledde i sin tur till Islands union med Danmark 1380, inträdde i Kalmarunionen 1397 och slutligen, efter Freden i Kiel 1814, till den union mellan Island och Danmark helt som bröts först 1944.

### Fotnoter
1. ↑  ”Island”. Nationalencyklopedin. Arkiverad från originalet den 12 maj 2014. https://web.archive.org/web/20140512220559/http://www.ne.se/island/historia/norsk-och-engelsk-tid-1262-1550. Läst 2 november 2012.